# Apollon de Mantoue

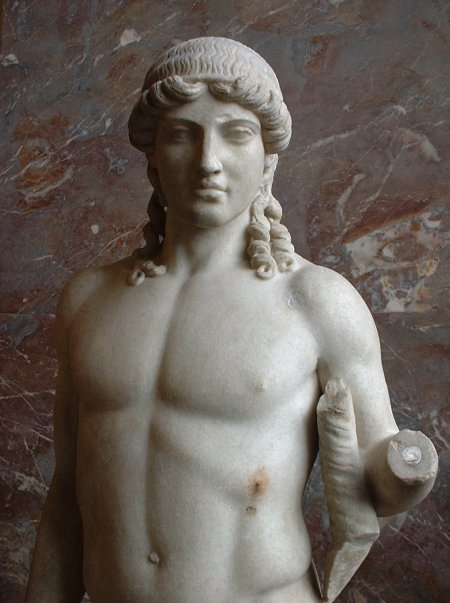
Détail de lApollon de Mantoue (Musée du Louvre)

Pour les articles homonymes, voir Apollon (homonymie).
L'Apollon de Mantoue, et ses variantes, sont les premières formes de statue de type Apollo Citharoedus (Apollon citharède), dans laquelle le dieu tient la cithare dans son bras gauche. L'œuvre type, premier exemple à avoir été découvert, est nommée ainsi par son emplacement à Mantoue; l'œuvre est une copie du Ier ou IIe siècle d'une œuvre de Polyclète, mais plus archaïque. L'exemplaire du Louvre, anciennement à la Bibliothèque Mazarine, est entré au musée en 1871.
L'original perdu aurait été en bronze. Le nom du maître de Phidias, Hegias d'Athènes, est parfois évoqué, mais il n'y a aucun exemple ayant survécu d'œuvres de Hegias pour pouvoir en juger.

## Variantes
Plus d'une douzaine d'autres répliques du type ont été trouvées, dont les principales sont conservées dans les musées nationaux de Naples et de Mantoue.
Exemples :
- Apollon de Mantoue de Naples, un bronze trouvé à Pompéi, conservé au Musée archéologique national de Naples (inv. 5630).
- Le Fogg Art Museum d'Harvard possède une tête Romaine en bronze de l'Apollon de Mantoue[1]